# O.L.D.
O.L.D. (Akronym für Old Lady Drivers) war eine US-amerikanische Metal- und Grindcore-Band, die im Jahr 1986 unter dem Namen Regurgitation in Bergenfield, New Jersey, gegründet wurde und sich im Jahr 2002 auflöste.

## Geschichte
Die Band wurde im Jahr 1986 unter dem Namen Regurgitation gegründet. Die Besetzung bestand zu dieser Zeit aus James Plotkin (Gesang, Gitarre), Henry Veggian (Bassgitarre) und Mike McNeice (Schlagzeug). Im Dezember des Jahres erschien das erste Demo Organic Backwash. Mit der Veröffentlichung des zweiten Demos Bathrooms Rule wurde die Plattenfirma Earache Records auf die Band aufmerksam und nahm sie unter Vertrag. In einer ersten Umbesetzung wurden Veggian und McNeice durch Schlagzeuger Ralph Pimentel sowie Alan Dubin ersetzt, der von nun an den Gesang übernahm. 1988 nahm die Band unter dem neuen Namen O.L.D. ihr Debütalbum Old Lady Drivers auf.
Pimentel verließ anschließend die Band und wurde durch einen Drumcomputer ersetzt, der von Plotkin programmiert wurde. Es folgten einige Auftritte in New York, mit nur zwei Mitgliedern und dem Drumcomputer. Das nächste Album Lo Flux Tube wurde im Jahr 1991 veröffentlicht, wobei Jason Everman als Bassist zu hören war. Everman spielte vorher in der Band Nirvana.
Wenig später verließ Everman O.L.D. und spielte bei den Bands Soundgarden und Mind Funk. Er wurde auf dem dritten Album The Musical Dimensions of Sleastak durch Herschel Gaer ersetzt. Aufgrund der ständigen Wechsel in der Besetzung waren Live-Auftritte nicht möglich. 1993 veröffentlichte die Band das Album Hold Onto Your Face. Bei diesem Werk handelt es sich um ein Remix-Album, wobei verschiedene Künstler aus dem Hardcore-Techno-/Gabber-Bereich die Lieder neu abmischten. Künstler wie der aus Brooklyn stammende Produzent Rob Gee und Ultraviolence aus Großbritannien veröffentlichten hier ihre ersten Remixe. Ebenso steuerte Mick Harris (Napalm Death, Scorn) zwei Mixe bei.
Im Jahr 1995 wurde das letzte Album Formula veröffentlicht. Im Jahr 2002 löste sich die Band auf.

## Stil
O.L.D. entwickelte sich von einem puren Grindcore-Projekt zu einer experimentellen Band, mit starken avantgardistischen Zügen und starkem Bezug zum Industrial Metal, der insbesondere auf dem zweiten Album Lo Flux Tube zur Geltung kam.

## Diskografie

### Als Regurgitation
- Organic Backwash (Demo, 1986, Eigenveröffentlichung)
- Bathroom’s Rule (Demo, 1987, Eigenveröffentlichung)
- Bathrooms Rule! (Kompilation, 2000, Dirty Thrash Records)

### Als O.L.D.
- Old Lady Drivers (Album, 1988, Earache Records)
- Total Hag (Demo, 1988, Eigenveröffentlichung)
- Colostomy Grab-Bag (Single, 1989, Earache Records)
- Demo 1990 (Demo, 1990, Eigenveröffentlichung)
- Assück / O.L.D. Split-Single mit Assück (7"-Single, 1990, No System Records)
- Lo Flux Tube (Album, 1991, Earache Records)
- Hold on to Your Face (Remix-Album, 1993, Earache Records)
- The Musical Dimension of Sleastak (Album, 1993, Earache Records)
- Formula (Album, 1995, Earache Records)